# Gaetano Blandini
Gaetano Blandini (Palagonia, 30 agosto 1834 – Canicattì, 19 maggio 1898) è stato un vescovo cattolico italiano, 86º vescovo di Agrigento.

## Biografia

### Carriera ecclesiastica
Nacque a Palagonia il 30 agosto 1834. 
Fu ordinato sacerdote il 6 giugno 1857 e il 12 agosto 1880 ottenne il suo primo incarico di rilievo come prelato di Santa Lucia del Mela. Il 13 maggio 1881 fu designato vescovo titolare di Sergiopoli e consacrato il 29 maggio dello stesso anno dal fratello Giovanni Blandini, vescovo di Noto, coconsacranti i vescovi Gerlando Maria Genuardi e Giovanni Battista Bongiorni. Il 15 marzo 1883 fu nominato vescovo coadiutore di Agrigento e il 2 febbraio 1885 succedette come vescovo della sede a Mons. Domenico Turano. Il 21 ottobre 1883 fu uno dei due co-consacranti del vescovo Giuseppe Francica-Nava de Bondifè, poi diventato cardinale.
Promosse la costruzione del seminario di Favara.
Gaetano Blandini fu il primo vescovo siciliano promotore dei nuovi orientamenti della Dottrina sociale della Chiesa cattolica, voluti da Leone XIII, e tra i formatori di personalità come Luigi Sturzo, che nel 1896 partecipò al secondo Congresso regionale cattolico, tenuto ad Agrigento sotto la presidenza di Blandini.
Negli stessi anni, la diocesi di Agrigento fu tra le prime a introdurre la costituzione di casse rurali.
Morì il 19 maggio 1898 a Canicattì.

## Genealogia episcopale
La genealogia episcopale è:
- Cardinale Scipione Rebiba
- Cardinale Giulio Antonio Santori
- Cardinale Girolamo Bernerio, O.P.
- Arcivescovo Galeazzo Sanvitale
- Cardinale Ludovico Ludovisi
- Cardinale Luigi Caetani
- Cardinale Ulderico Carpegna
- Cardinale Paluzzo Paluzzi Altieri degli Albertoni
- Papa Benedetto XIII
- Papa Benedetto XIV
- Papa Clemente XIII
- Cardinale Bernardino Giraud
- Cardinale Alessandro Mattei
- Cardinale Pietro Francesco Galleffi
- Cardinale Giacomo Filippo Fransoni
- Cardinale Antonio Saverio De Luca
- Cardinale Giuseppe Benedetto Dusmet, O.S.B.Cas.
- Vescovo Giovanni Blandini
- Vescovo Gaetano Blandini